# Wolnica (Lubomino)
Wolnica est un village polonais de la voïvodie de Varmie-Mazurie, dans le powiat de Lidzbark.